# Swiss Basketball League 2023-2024
La Swiss Basketball League 2023-2024 è la 93ª edizione del massimo campionato svizzero di pallacanestro maschile.

## Squadre partecipanti
| Squadra                          | Città     | Arena                          | Capacità |
| -------------------------------- | --------- | ------------------------------ | -------- |
| Fribourg Olympic                 | Friborgo  | Site Sportif Saint-Léonard     | 3 000    |
| Lions de Genève                  | Ginevra   | Salle polyvalente Pommier      | 2 000    |
| Lugano Tigers                    | Lugano    | Istituto Elvetico              | 1 000    |
| BBC Monthey                      | Monthey   | Reposieux                      | 800      |
| SAM Massagno (Spinelli Massagno) | Massagno  | Scuole Elementari Nosedo       | 800      |
| Starwings                        | Basilea   | Sporthalle Birsfelden          | 2 000    |
| Neuchâtel                        | Neuchâtel | Halle de sport de La Riveraine | 2 500    |
| BBC Nyon                         | Nyon      | Centre sportif du Rocher       | 1 500    |
| P. Lausanne Foxes                | Losanna   | Vallée de la Jeunesse          | 1 200    |
| Vevey Riviera                    | Vevey     | Galeries du Rivage             | 1 200    |

## Allenatori e primatisti
Aggiornato al 27 marzo 2024
| Squadra              | Allenatore         | Capitano                 | Maggiori presenze in RS                                     | Top scorer "La Mobilière"              |
| -------------------- | ------------------ | ------------------------ | ----------------------------------------------------------- | -------------------------------------- |
| BBC Monthey-Chablais | Kris Chougkaz      | Thomas Fritschi          | Michael Forrest, Steve Robinson, Warren Williams (27)       | Michael Forrest (510)                  |
| BBC Nyon             | Stefan Ivanović    | Jérémy Jaunin            | Maleye N'Doye, Jérémy Jaunin, Joël Wolfisberg (27)          | Jordan Davis (439)                     |
| Fribourg Olympic     | Thibaut Petit      | Natan Jurkovitz          | 6 giocatori (27)                                            | Eric Nottage (392)                     |
| Lions de Genève      | Dragan Andrejević  | Markel Humphrey          | Robert Zinn (27)                                            | Markel Humphrey (319)                  |
| Lugano Tigers        | Valter Montini     | Andrea Bracelli          | Trey Sampson, Massimiliano Dell'Acqua, Andrea Bracelli (27) | Trey Sampson (577)                     |
| Spinelli Massagno    | Robbi Gubitosa     | Marko Mlađan             | Isaiah Williams, Florian Steinmann, Alexander Martino (27)  | Dušan Mlađan (362)                     |
| Starwings            | Pascal Heinrichs   | Vid Milenković           | Anders Nelson, Christian Rohlehr (27)                       | Anders Nelson, Christian Rohlehr (404) |
| Union Neuchâtel      | Mitar Trivunović   | Dalan Ancrum             | Arkim Robertson, Dylan Schommer, Joanis Maquiesse (27)      | Dalan Ancrum (441)                     |
| Pully Lausanne Foxes | Randoald Dessarzin | Andres Gonzalo Rodriguez | João Grosso (27)                                            | Omar Elsheikh (375)                    |
| Vevey Riviera        | Ivan Beram         | Jonathan Dubas           | Jonathan Dubas (27)                                         | Ikenna Ndugba (499)                    |

## Regular season
| Pos | Squadra              | G  | V  | P  | PF   | PS   | DP   | Pt | Qualificazione            |
| --- | -------------------- | -- | -- | -- | ---- | ---- | ---- | -- | ------------------------- |
| 1   | Fribourg Olympic     | 27 | 26 | 1  | 2439 | 1870 | +569 | 52 | Qualificate per i playoff |
| 2   | Spinelli Massagno    | 27 | 20 | 7  | 2353 | 2104 | +249 | 40 | Qualificate per i playoff |
| 3   | Vevey Riviera Basket | 27 | 19 | 8  | 2302 | 2131 | +171 | 38 | Qualificate per i playoff |
| 4   | Lions de Genève      | 27 | 16 | 11 | 2184 | 2184 | 0    | 32 | Qualificate per i playoff |
| 5   | Monthey-Chablais     | 27 | 12 | 15 | 2134 | 2255 | −121 | 24 | Qualificate per i playoff |
| 6   | Union Neuchâtel      | 27 | 12 | 15 | 2101 | 2009 | +92  | 24 | Qualificate per i playoff |
| 7   | Pully Lausanne Foxes | 27 | 10 | 17 | 1989 | 2145 | −156 | 20 | Qualificate per i playoff |
| 8   | Nyon                 | 27 | 10 | 17 | 1978 | 2201 | −223 | 20 | Qualificate per i playoff |
| 9   | Lugano Tigers        | 27 | 9  | 18 | 2302 | 2471 | −169 | 18 |                           |
| 10  | Starwings Basket     | 27 | 1  | 26 | 2002 | 2550 | −548 | 2  |                           |

### Statistiche

#### Statistiche individuali Regular Season
| Categoria   | Giocatore         | Squadra          | Statistica |
| ----------- | ----------------- | ---------------- | ---------- |
| Punti       | Marcus Hammond    | Lugano Tigers    | 22.4       |
| Rimbalzi    | Keith Clanton     | SAM Massagno     | 10.2       |
| Assist      | Robert Zinn       | Lions de Genève  | 7.1        |
| Valutazione | Jonathan Dubas    | Vevey Riviera    | 25.9       |
| Recuperi    | Ikenna Ndugba     | Vevey Riviera    | 2.5        |
| Palle perse | Ikenna Ndugba     | Vevey Riviera    | 3.6        |
| Stoppate    | Christian Rohlehr | Starwings        | 2.7        |
| 2P%         | Killian Martin    | Fribourg Olympic | 68.1%      |
| 3P%         | Jonathan Kazadi   | Fribourg Olympic | 48.6%      |
| FT%         | Dušan Mlađan      | SAM Massagno     | 87.2%      |

#### Statistiche giocatori formati in Svizzera
| Categoria   | Giocatore       | Squadra          | Statistica |
| ----------- | --------------- | ---------------- | ---------- |
| Punti       | Jonathan Dubas  | Vevey Riviera    | 17.5       |
| Rimbalzi    | Jonathan Dubas  | Vevey Riviera    | 9.7        |
| Assist      | Robert Zinn     | Lions de Genève  | 7.1        |
| Valutazione | Jonathan Dubas  | Vevey Riviera    | 25.9       |
| Recuperi    | Jonathan Dubas  | Vevey Riviera    | 2.2        |
| Stoppate    | Arnaud Cotture  | Fribourg Olympic | 1.6        |
| 2P%         | Killian Martin  | Fribourg Olympic | 68.1%      |
| 3P%         | Jonathan Kazadi | Fribourg Olympic | 48.6%      |
| FT%         | Dušan Mlađan    | SAM Massagno     | 87.2%      |

#### Migliori prestazioni individuali in RS
| Categoria   | Giocatore                  | Squadra                 | Statistica |
| ----------- | -------------------------- | ----------------------- | ---------- |
| Punti       | Trey Sampson Darious Moten | Lugano Tigers Neuchâtel | 37         |
| Rimbalzi    | Keith Clanton              | SAM Massagno            | 21         |
| Assist      | Robert Zinn                | Lions de Genève         | 16         |
| Recuperi    | Ikenna Ndugba Xavier Ford  | Vevey Riviera BBC Nyon  | 7          |
| Stoppate    | Christian Rohlehr          | Starwings               | 7          |
| Valutazione | Takal Molson               | Vevey Riviera           | 55         |

## Playoff
|  | Quarti di finale | Quarti di finale  | Quarti di finale | Quarti di finale | Quarti di finale | Quarti di finale | Quarti di finale |  |  | Semifinali | Semifinali       | Semifinali | Semifinali   | Semifinali | Semifinali | Semifinali |    |   | Finale | Finale           | Finale | Finale | Finale | Finale | Finale |  |
|  |                  |                   |                  |                  |                  |                  |                  |  |  |            |                  |            |              |            |            |            |    |   |        |                  |        |        |        |        |        |  |
|  | 1                | Fribourg Olympic  | 87               | 82               | 73               | -                | -                |  |  |            |                  |            |              |            |            |            |    |   |        |                  |        |        |        |        |        |  |
|  | 8                | BBC Nyon          | 68               | 59               | 62               | -                | -                |  |  | 1          | Fribourg Olympic | 95         | 101          | 68         | 84         | -          |    |   |        |                  |        |        |        |        |        |  |
|  | 4                | Lions de Genève   | 78               | 89               | 69               | 62               | 97               |  |  | 4          | Lions de Genève  | 61         | 74           | 77         | 59         | -          |    |   |        |                  |        |        |        |        |        |  |
|  | 5                | BBC Monthey       | 61               | 79               | 77               | 77               | 68               |  |  |            |                  |            |              |            |            |            |    |   | 1      | Fribourg Olympic | 73     | 65     | 80     | 91     | –      |  |
|  | 2                | SAM Massagno      | 96               | 95               | 81               | -                | -                |  |  |            |                  | 2          | SAM Massagno | 72         | 62         | 93         | 77 | – |        |                  |        |        |        |        |        |  |
|  | 7                | P. Lausanne Foxes | 77               | 88               | 64               | -                | -                |  |  | 2          | SAM Massagno     | 93         | 75           | 82         | 86         | –          |    |   |        |                  |        |        |        |        |        |  |
|  | 3                | Vevey Riviera     | 80               | 69               | 76               | 66               | -                |  |  | 6          | Neuchâtel        | 72         | 77           | 63         | 74         | –          |    |   |        |                  |        |        |        |        |        |  |
|  | 6                | Neuchâtel         | 83               | 76               | 67               | 79               | -                |  |  |            |                  |            |              |            |            |            |    |   |        |                  |        |        |        |        |        |  |

### Finale

#### Fribourg Olympic - Spinelli Massagno
| Arbitri: | Kenny Jeanmonod Michail Papaioannou Fabiano Vitalini |

|                                    |            |                                     |
| Nottage 19 R. Williams 12 Kovac 10 | Punti      | 20 Dunans 13 I. Williams 13 Tutonda |
| Nottage 3                          | Assist     | 3 I. Williams                       |
| Cotture 12                         | Rimbalzi   | 9 Clanton                           |
| Thibaut Petit                      | Allenatori | Robbi Gubitosa                      |

| Arbitri: | Slobodan Novakovic Dénes Tözsér Yoann Buttet |

|                              |            |                                                      |
| Nottage 20 Martin 11 Green 8 | Punti      | 17 Clanton 11 I. Williams 9 Dunans, Martino, Ballard |
| Nottage 6                    | Assist     | 4 I. Williams                                        |
| Sane 13                      | Rimbalzi   | 13 Clanton                                           |
| Thibaut Petit                | Allenatori | Robbi Gubitosa                                       |

| Arbitri: | Bosko Stojcev Dénes Tözsér Massimo Tagliabue |

|                                     |            |                                     |
| M. Mlađan 20 Dunans 18 D. Mlađan 16 | Punti      | 20 Nottage 16 R. Williams 15 Kazadi |
| I. Williams 5                       | Assist     | 6 Nottage                           |
| M. Mlađan 8                         | Rimbalzi   | 5 Cotture                           |
| Robbi Gubitosa                      | Allenatori | Thibaut Petit                       |

| Arbitri: | Markos Michaelides Bosko Stojcev Kenny Jeanmonod |

|                                   |            |                                     |
| D. Mlađan 20 Ballard 16 Dunans 13 | Punti      | 20 N. Jurkovitz 18 Green 17 Nottage |
| Clanton 4                         | Assist     | 7 Nottage                           |
| I. Williams 6                     | Rimbalzi   | 6 Cotture                           |
| Robbi Gubitosa                    | Allenatori | Thibaut Petit                       |

### Squadra campione
- Campione di Svizzera:  Fribourg Olympic (22º titolo)

| Fribourg Olympic Basket Club 2023-24 | Fribourg Olympic Basket Club 2023-24 |
| Giocatori                            | Staff tecnico                        |
| ------------------------------------ | ------------------------------------ |

| N. | Naz.                                          | Ruolo | Nome                      | Anno | Alt.   | Peso |  |
| -- | --------------------------------------------- | ----- | ------------------------- | ---- | ------ | ---- |  |
| 2  | Stati Uniti (bandiera)                        | PG    | Eric Nottage              | 1994 | 187 cm |      |  |
| 3  | Stati Uniti (bandiera)                        | P     | Ross Williams             | 2000 | 178 cm |      |  |
| 6  | Svizzera (bandiera)                           | PG    | Jonathan Kazadi           | 1991 | 194 cm |      |  |
| 13 | Svizzera (bandiera)                           | A     | Killian Martin            | 1998 | 203 cm |      |  |
| 14 | Senegal (bandiera)                            | C     | Cheikh Sane               | 1992 | 207 cm |      |  |
| 20 | Svizzera (bandiera)                           | AC    | Arnaud Cotture            | 1995 | 203 cm |      |  |
| 23 | Stati Uniti (bandiera)                        | A     | Xavier Green              | 1996 | 198 cm |      |  |
| 24 | Svizzera (bandiera)                           | GA    | Roberto Kovac             | 1990 | 190 cm |      |  |
| 25 | Svizzera (bandiera)                           | PG    | Dylan Ducommun-dit-Verron | 2004 | 186 cm |      |  |
| 27 | Svizzera (bandiera) · Francia (bandiera)      | A     | Aloïs Leyrolles           | 2004 | 203 cm |      |  |
| 31 | Svizzera (bandiera) · RD del Congo (bandiera) | A     | Rodin Sangwa              | 2002 | 200 cm |      |  |
| 33 | Svizzera (bandiera)                           | PG    | Nikola Aleksic            | 2005 | 180 cm |      |  |
| 99 | Svizzera (bandiera) · Francia (bandiera)      | A     | Natan Jurkovitz (C)       | 1995 | 202 cm |      |  |

| Allenatore                                                                                       |
| - Thibaut Petit                                                                                  |
| Assistente/i                                                                                     |
| - Patrick Pembele - Phivos Livaditis Legenda - (C) Capitano - (IN) Inattivo - Infortunato Roster |